# Les Deux Royaumes
Les Deux Royaumes est une maison d'édition française de bande dessinée créée en 2009 par l'éditeur de jeux vidéo Ubisoft. Elle est notamment chargée de transposer les franchises de jeux vidéo dans l'univers de la bande dessinée. En novembre 2016, elle atteint 1 million de produits écoulés depuis sa création.[réf. nécessaire]

## Historique
Le 30 juin 2009, à l'occasion de l'Interactive & Digital Entertainment Festival de Cannes, Ubisoft annonce la création de sa propre maison d'édition de bande dessinée nommée Les Deux Royaumes, en référence au titre d'un jeu vidéo Prince of Persia. Elle est chargée de transposer les franchises de jeux vidéo dans l'univers de la bande dessinée. Ubisoft s'associe avec les éditions Dargaud, Dupuis et Le Lombard pour la diffusion et le conseil,,. 
La première bande dessinée, Assassin's Creed, tome 1 : Desmond, sort le 13 novembre 2009. Le scénario est confié à Éric Corbeyran et le dessin à Djillali Defali,.
Les Deux Royaumes ferme ses portes en 2020 à la suite du partenariat entre Ubisoft-Glénat qui transféra toutes les œuvres à Glénat.

## Collections
- Collection Assassin's Creed

Adaptée de la série de jeux vidéo éponyme, elle compte en 2015 six albums d'Éric Corbeyran (scénario) et Djillali Defali (dessin), et un comic book de Cameron Stewart et Karl Kerschl.
- Collection The Lapins crétins

Adaptée des personnages éponymes, elle compte en 2015 sept albums de Thitaume (scénario) et Romain Pujol (dessin).
- - The Lapins crétins : 1. Bwaaaaaaaaaaah (15 juin 2012)
  - The Lapins crétins : 2. Invasion (16 novembre 2012)
  - The Lapins crétins : 3. Renversant ! (14 juin 2013)
  - The Lapins crétins : 4. Gribouillages (15 novembre 2013)
  - The Lapins crétins : 5. La Vie en Rose (13 juin 2014)
  - The Lapins crétins : 6. Givrés ! (21 novembre 2014)
  - The Lapins crétins : 7. Crétin style ! (12 juin 2015)
  - The Lapins crétins : 8. Une case en moins ! (10 juin 2016)
  - The Lapins crétins : 9. Hypnose (18 novembre 2016)

- Collection Might & Magic Heroes

Adaptée des séries de jeux vidéo Might and Magic et Heroes of Might and Magic, elle est composée en 2015 d'un album de Jeff Spock (scénario) et Xermanico (dessin).
- - Might & Magic Heroes : 1. Sœurs de sang (21 septembre 2012)[9]

- Collection Watch Dogs

Adaptée de la série de jeux vidéo éponyme, elle compte en 2016 un premier album intitulé Retour à Rocinha de Simon Kansara (scénario) et Horne (dessin) et a pour lieu d'action la fameuse favela de Rio de Janeiro.